# 2004 en fantasy
| Années de la fantasy : 2001 - 2002 - 2003 - 2004 - 2005 - 2006 - 2007    |
| Décennies de la fantasy : 1970 - 1980 - 1990 - 2000 - 2010 - 2020 - 2030 |

L'année 2004 a été marquée, en matière de fantasy, par les événements suivants.

## Romans - Recueils de nouvelles ou anthologies - Nouvelles
- 21 octobre : publication de la traduction en français d'Eragon

## Films ou téléfilms
- 15 mai : première mondiale au Festival de Cannes de Shrek 2, réalisé par Andrew Adamson, Kelly Asbury et Conrad Vernon.
- 31 mai : sortie au Royaume-Uni d'Harry Potter et le Prisonnier d'Azkaban, réalisé par Alfonso Cuarón et adapté du roman de J. K. Rowling.